# روب لونغ
روب لونغ (بالإنجليزية: Rob Long)‏ هو كاتب سيناريو ومنتج تلفزيوني أمريكي، ولد في 1965.

## وصلات خارجية
- روب لونغ على موقع IMDb (الإنجليزية)
- روب لونغ على موقع قاعدة بيانات الفيلم (الإنجليزية)